# Висока школа струковних студија за криминалистику и безбедност
Висока школа струковних студија за криминалистику и безбедност једна је од високих школа у Нишу. Налази се на Булевару Светог цара Константина бр. 80-84.

## Историјат
Висока школа струковних студија за криминалистику и безбедност је уписана 29. августа 2008. у судски регистар Привредног суда Ниша као самостална високошколска установа која остварује студијске програме у оквиру образовно научног поља друштвено хуманистичке науке и одговарајуће научне и стручне области менаџмент и бизнис. Од 20. јануара 2020. поседује дозволу за рад издату од стране Министарства просвете Републике Србије и има статус правног лица. Акредитована је као високошколска установа Уверењем о акредитацији 20. фебруара 2015. Располаже са библиотеком од око 1830 библиотечких јединица, информационом опремом, технологијом, ресурсима и сервисима неопходним за реализацију студијског програма и рачунарском учионицом са двадесет и пет рачунарских места и приступом Интернету. Садржи основне струковне студије Криминалистика и безбедност и Менаџмент односа с јавношћу и мастер струковне студије Криминалистика и безбедност.